# Lerumsrevyn
Lerumsrevyn sätts upp av Lerums revyfrämjande som spelat revy sedan 1971. Grundare och revypappa är Rolf Klang. Premiären brukar infalla på trettondagsafton och spelsäsongen varar i fyra till fem veckor. Föreställningarna ges på Dergårdsteatern i Lerum.

## Lerumsbaggen
Lerumsbaggen är en specialdesignad plakett som delas ut till en person som gett revyfrämjandet ett bra uppslag till ett revynummer. Priset har delats ut varje år sedan 1978 och hittills har samtliga pristagare närvarat vid utdelningsceremonin på teatern.
Bland de som tilldelats Lerumsbaggen finns:
- 1978: Sarah Margaretha Bohlin, folkdräktsforskare, och Lennart Wassenius, kommunalråd.[1]
- 2005: Katarina Wigander (för inspiration till numret Sverigemissen i Revytåget 2005)
- 2006: Viveca Lärn (för Strandnära, en parodi på Saltön i Klang & Jubel 2006).
- 2007: Gerd Riccius[2]
- 2009: Christer Pedersen, Pedersen Däck
- 2010: Ingvar Oldsberg[3]
- 2011: Henrik Ripa, kommunalråd.
- 2013: Ronny Johansson, bonde
- 2014: Gunnar Göranzon, kyrkoherde
- 2016: Christer Harling[4]
- 2018: Dennis Jeryd[5]
- 2019: Alexander Abenius
- 2020: Mats Lomander, innebandyspelare.